# Bengt Kjell
Bengt Egon Kjellsson Kjell, född 11 april 1926 i Madesjö församling i Kalmar län, död 22 april 2020 i Nacka, var en svensk före detta fotbollsspelare, målvakt, svensk cupmästare för AIK 1950.
Bengt Kjell kom från Nybro SK till Kalmar FF 1944 för spel i division II. Han debuterade i Allsvenskan när Kalmar FF för första gången gick upp i storserien 1949. Redan efter första säsongen värvades han till AIK, efter att ha gjort en kanonmatch mot detta lag på Råsunda, 1950. Dock innan han fick göra seriepremiär i AIK blev han utlånad till Everton FC för två matcher under Evertons Sverigeturne våren 1950. Bengt Kjell ersatte AIK-legendaren "Gurra" Sjöberg och kom att spela 88 allsvenska matcher för AIK fram till 1956.
Bengt Kjell höll nollan i en minnesvärd match mot Malmö FF den 3 juni 1951. AIK vann med 1-0 och bröt Malmö FF:s svit på 49 förlustfria matcher, men åkte ur Allsvenskan. Ytterligare ett mål och AIK hade klarat sig kvar i högsta divisionen.
Bengt Kjell hade ett snabbt fotarbete, god räckvidd och gjorde väl avvägda utrusningar. Han spelade aldrig någon A-landskamp, men blev uttagen till B-landslaget. Under Bengt Kjells tid i AIK tog laget som bäst det lilla silvret 1955.